# Лепестковые протезы клапана сердца
Лепестковые протезы клапанов сердца — механические искусственные клапаны сердца, своей конструкцией имитирующие природную форму естественных клапанов сердца в целях максимального приближения к естественным клапанам по функциональным и гемодинамическим свойствам.

## Зарубежные разработки
Первая однолепестковая модель механического протеза клапана сердца была создана Е. Н. Berg и J. Н. Stuckey в 1957 году . Корпус клапана, выполненный из тефлона, нейлона и нержавеющей стали, имел форму кольца, к которому шарниром присоединялась тефлоновая створка. Годом позже К. У. Лиллехей в Университете Миннесоты разработал протез со створкой из  органосиликонового эластомера, и в октябре 1958 года впервые успешно выполнил протезирование аортального клапана, фиксировав его к фиброзному кольцу клапана в субкоронарную позицию.
В марте 1960 года N. S. Braunwald впервые в мире выполнила протезирование митрального клапана собственной конструкции, состоящего из двух полиуретановых створок, армированных сеткой из дакрона, объединённых полиуретановым кольцом. Поскольку однолепестковые клапаны быстро разрушались в месте соединения створки и корпуса протеза, а двухлепестковые имели низкую пропускную способность, создающую значительный градиент давления перед клапаном и за ним, то большее распространение получили трёхлепестковые конструкции, максимально приближенные своей формой к полулунным клапанам аорты и лёгочной артерии.
Двухлепестковый клапан, созданный в Висконсинском университете в Мадисоне кардиохирургом V. Gott и механиком  R. Daggett, состоял из кольцевидного жёсткого корпуса из поликарбоната, который был покрыт для профилактики тромбоза графитом и гепарином, и двух гибких плоских створок в виде «крыльев бабочки» из органосиликонового эластомера, армированных тефлоновой тканью и закреплённых на перекладине, располагаемой по диаметру корпуса. В закрытом положении гибкий диск удерживался внутри корпуса распорками.. Несмотря на то, что протезы Gott-Daggett применялись в клинической практике только в 1963—1965 годах, и были запрещены из-за случаев поломок, зафиксировано их функционирование у пациентов в течение 25 лет.
В трёхлепестковых протезах, разработанных E. I. Kay и К. У. Лиллехеем в 1961 году, все три лепестка, изготавливаемые из тканого тефлона, пропитанного полиуретаном (или из тефлонового войлока, импрегнированного органосиликоновым эластомером), имели геометрические пропорции, подобные естественным полулунным клапанам сердца, и объединялись друг с другом в области комиссур .
В 1960—1961 годах E. I. Kay и его соавторы сообщали о создании различных модификаций четырёхлепесткового митрального клапана из нескольких видов пластмасс. Протезы состояли из двух больших лепестков, имевших 4 пары хорд из тефлона, пропитанного полиуретаном, и двух промежуточных (меньших) лепестков, имевших по 1 паре хорд. Преимуществом такой конструкции считалось уменьшенное сопротивление протеза потоку крови.

## Разработки в СССР
Первый в СССР однолепестковый протез клапана сердца конструкции Н. В. Левашова был создан в 1958 году в Куйбышеве. Он состоял из нейлоновой губки в форме теннисной ракетки, и каркаса из капроновой жилки. Для устранения митральной недостаточности предлагалось под митральный клапан подвести протез и зафиксировать его в стенке желудочка так, чтобы свободный конец протеза перекрывал клапан в месте регургитации. Протез был имплантирован в Куйбышевском медицинском институте двум пациентам с тяжёлой недостаточностью без использования искусственного кровообращения. При улучшении состояния одного из пациентов (со сроком наблюдения после операции более года), во втором случае была зафиксирована смерть через 2 часа после операции на фоне полиорганной недостаточности. В СССР однолепестковые клапаны в клинической практике более не использовались.
Активная работа по созданию отечественных протезов клапанов сердца началась после научной командировки осенью 1961 года делегации советских кардиохирургов в составе С. А. Колесникова (Москва), П. А. Куприянова (Ленинград) и Н. М. Амосова (Киев) в США.
Такая разработка началась в Институте грудной хирургии АМН СССР. Созданием протеза занялся сотрудник отделения хирургии приобретённых пороков сердца Г. Т. Голиков, а его изготовлением — сотрудники лаборатории полимеров института. В 1963 году было получено авторское свидетельство СССР на «Искусственный клапан сердца для аорты и лёгочной артерии». Протез выполнялся из трёх створок, укреплённых на проволочном каркасе, повторяющей формой линию крепления естественных створок аортального и пульмонального клапанов к стенкам сосудов. Расположению комиссур соответствовали места наибольшего изгиба проволоки, на участках крепления створок и фиксации протеза в просвете лёгочной артерии или аорты проволока загибалась в виде спирали. Концы проволоки соединялись электросваркой, моделирование каркаса производилось по слепку соответствующего сосуда так, чтобы их диаметры были равны. Створки выполнялись из тефлонового трикотажа. Снаружи к пристеночным листкам створок крепилась полоска спрессованной губки из поливинилалкоголя, прорастающая соединительной тканью в местах соприкосновения со стенкой сосуда. Протез имел возможность изменять диаметр в зависимости от диаметра сосуда в разных фазах работы сердца.
Первая имплантация трёхлепесткового протеза конструкции Голикова была проведена в позицию лёгочной артерии 28 июня 1962 года будущим академиком РАМН, а тогда кандидатом медицинских наук В. И. Бураковским. Спустя полгода, 25 декабря 1962 года С. А. Колесников провёл операцию протезирования аортального клапана.
Параллельно с разработкой протеза для замещения клапана аорты в Институте грудной хирургии АМН СССР был сконструирован трёхлепестковый протез для митральной позиции. В созданной модели на жёсткий каркас (двух видов: сплошной, из фторопласта, или проволочный, с пружинящим кольцом, изменяющим диаметр во время систолы и диастолы сердца) надевалась трубка из синтетического трикотажа, фиксируемая к каркасу. Створочную часть покрывали лаком (на основе растворимых фторсодержащих полимеров), а пристеночное кольцо оставляли пористым, что позволяло фиксировать протез и способствовало прорастанию тканью реципиента. С 1963 года было начато клиническое применение этой конструкции.

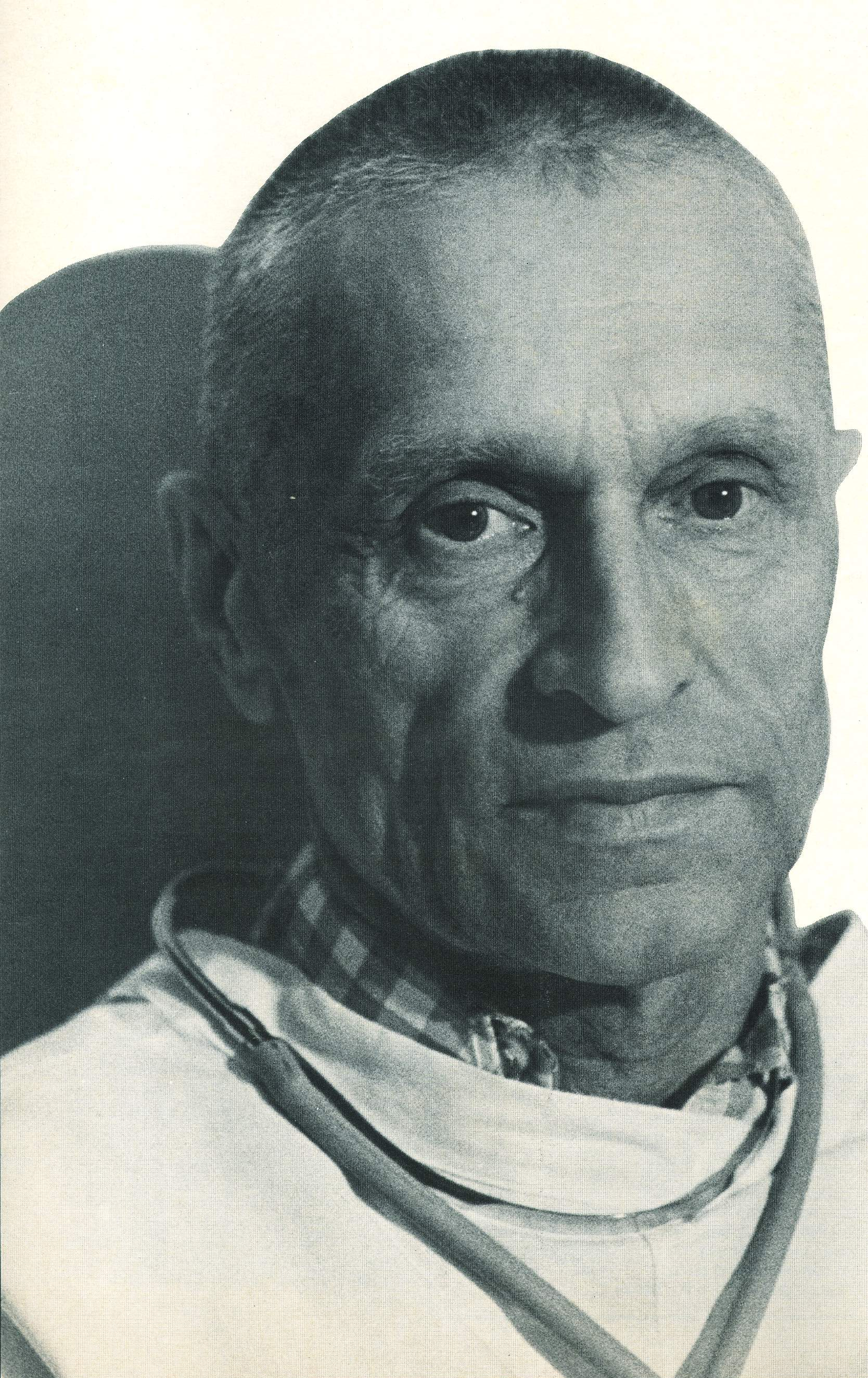
Н. М. Амосов

Другая модель трёхлепесткового протеза была разработана в Отделении грудной хирургии НИИ туберкулеза и грудной хирургии им. Ф. Г. Яновского М3 УССР в начале 1962 года инженером Ю. М. Кривчиковым. В его конструкции обшитый байкой из тефлона каркас из нержавеющей стали (в виде соединённых между собой трёх аркад и кольца) помещался между стенок двухслойной трубки из тефлоновой ткани, для удвоения которой один её конец продевался внутрь кольца, а другой выворачивался поверх каркаса. По полученным жёстким граням стенки трубки сшивались, образуя створки, которые затем вытягивали и стабилизировали в виде полулуний на специальном зажиме. В области створок протез не имел внешних стенок (их заменяли стенки самого желудочка) и поэтому не препятствовал току крови в аорту. Для операции готовили набор клапанов трёх размеров с наибольшим диаметром 35 мм и наименьшим — 26 мм. Первое в стране протезирование митрального клапана (конструкции Кривчикова) выполнил 17 января 1963 года в киевском Институте туберкулеза и грудной хирургии им Ф. Г. Яновского Н. М. Амосов.
К 1963 году в СССР протезированием клапанов занимались две вышеназванные клиники, имплантировавшие протезы Г. Т. Голикова и Ю. М. Кривчикова (при этом операции с искусственным кровообращением выполнялись в 10 учреждениях). Опыт их использования показал, что створки из тефлоновой ткани подвержены быстрому кальцинозу и дисфункции протезов, поэтому в 1964 году имплантация лепестковых протезов была прекращена.

## Недостатки лепестковых клапанов
Все лепестковые клапаны во время сердечного цикла работали на двойной изгиб. При испытании на установках, имитирующих в единицу времени количество циклов, в десятки раз превышающие число сердечных сокращений, они разрушались за период, эквивалентный 1—6 годам работы сердца.
Другим отрицательным фактором являлось оседание на лепестках фибрина, отложение тромбов с последующим их замещением соединительной тканью и её минерализацией. Всё это приводило к стенозированию протезов или к разрыву их створок в организме через 1—2 года после операции. Было отмечено, что, захлопываясь, клапан создавал сильный гидравлический удар, вызывающий травму форменных элементов крови и тромбообразование .

## Перспективы развития
В последние годы, с появлением новых полимерных материалов, интерес к лепестковым клапанам возрождается. Описаны новые экспериментальные клапаны сердца, изготовленные из полиэфируретанмочевины, устойчивые к кальцификации: их минерализация была в 100 раз меньше, чем у контрольного биологического протеза.
В проекте полимерного клапана для уменьшения тромбообразования и избежания минерализации поверхность створок клапана модифицируется лигандами, и уделяется повышенное внимание минимизации напряжения на створках и уменьшению застойных зон.